# John Carlsson (programledare)
John Carlsson är en svensk journalist. Han har tidigare varit programledare på Sveriges Television för program som Filmkrönikan, Följa John, Kvällsöppet och Mediemagasinet samt producent för På spåret. Sedan 2020 är han nyhetsankare på SVT Nyheter Väst.